# Tobias Ančička
Tobias Ančička (* 27. Februar 2001 in Heilbronn) ist ein deutscher Eishockeytorwart, der seit April 2023 bei den Kölner Haien aus der Deutschen Eishockey Liga (DEL) unter Vertrag steht. Zuvor war Ančička bereits für die Eisbären Berlin in der DEL aktiv, mit denen er in den Jahren 2021 und 2022 jeweils die Deutsche Meisterschaft gewann. Sein Vater Martin Ančička war ebenfalls professioneller Eishockeyspieler.

## Karriere

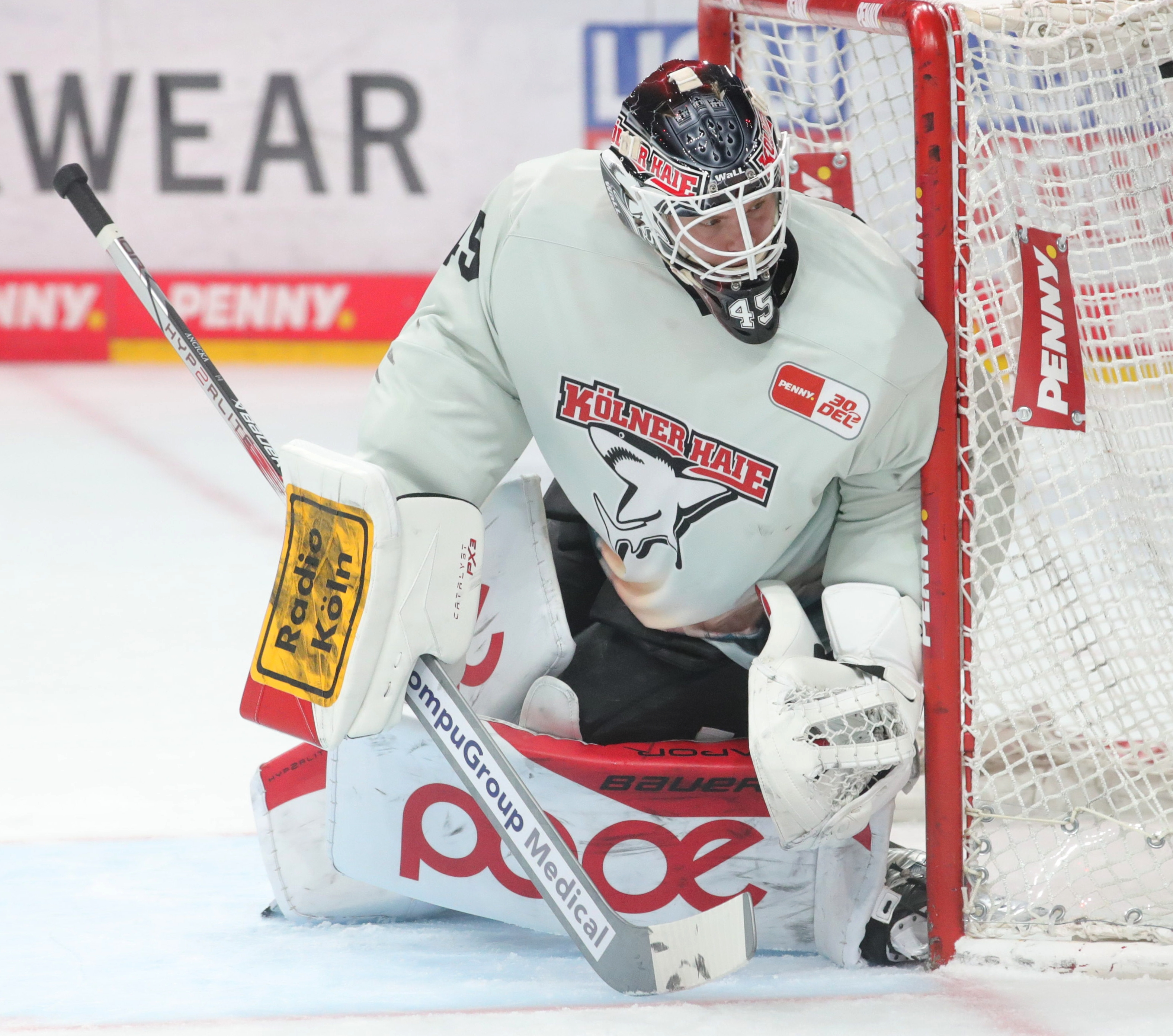
Ančička im Trikot der Kölner Haie (2023)

Ančička verbrachte seine ersten Jahre im Juniorenbereich beim EV Regensburg, wo sein Vater Martin Ančička seine Karriere beendet hatte. Dort wurde Tobias Ančička bis in die Altersklassen der Schüler-Bundesliga und Deutsche Nachwuchsliga (DNL) als Torwart eingesetzt. Im Sommer 2016 verließ er seinen Ausbildungsverein, absolvierte einige Spiele in der RB Hockey Academy in Österreich, ehe er zu den Eisbären Juniors Berlin wechselte. Beim Ausbildungsklub der Eisbären Berlin aus der Deutschen Eishockey Liga (DEL) war der Schlussmann bis zum Sommer 2019 aktiv und spielte für die Nachwuchsmannschaften in der DNL. Ebenso kam er in diesem Zeitraum zu einem Einsatz für die ECC Preussen Berlin in der drittklassigen Oberliga und mittels einer Förderlizenz zu zwei Spielen bei den Lausitzer Füchsen in der DEL2. Vor dem Hintergrund der COVID-19-Pandemie verbrachte das Talent die Saison 2019/20 in der höchsten finnischen Juniorenklasse in der U20-Mannschaft des Liiga-Teilnehmers Rauman Lukko.
Zur Spielzeit 2020/21 kehrte Ančička zu den Eisbären Berlin zurück. In den folgenden beiden Jahren, in denen er mit den Eisbären zweimal die Deutsche Meisterschaft gewann, kam er sowohl für die Berliner selbst in der DEL als auch die Lausitzer Füchsen zu Einsätzen. Hinter Mathias Niederberger blieb er bei den Eisbären aber stets Ersatzmann. Erst nach dem Wechsel Niederbergers im Sommer 2022 übernahm der 21-Jährige die Stammposition im Berliner Tor und kam auf 39 Einsätze. Nachdem der Hauptstadtklub die Playoffs in der Saison 2022/23 jedoch verpasst hatte, stellte sich der Verein im Sommer 2023 neu auf und verlängerte den Vertrag mit dem Torwart nicht. Ančička wechselte daraufhin zum Ligakonkurrenten Kölner Haie und löste dort Mirko Pantkowski als Stammtorwart ab.

### International

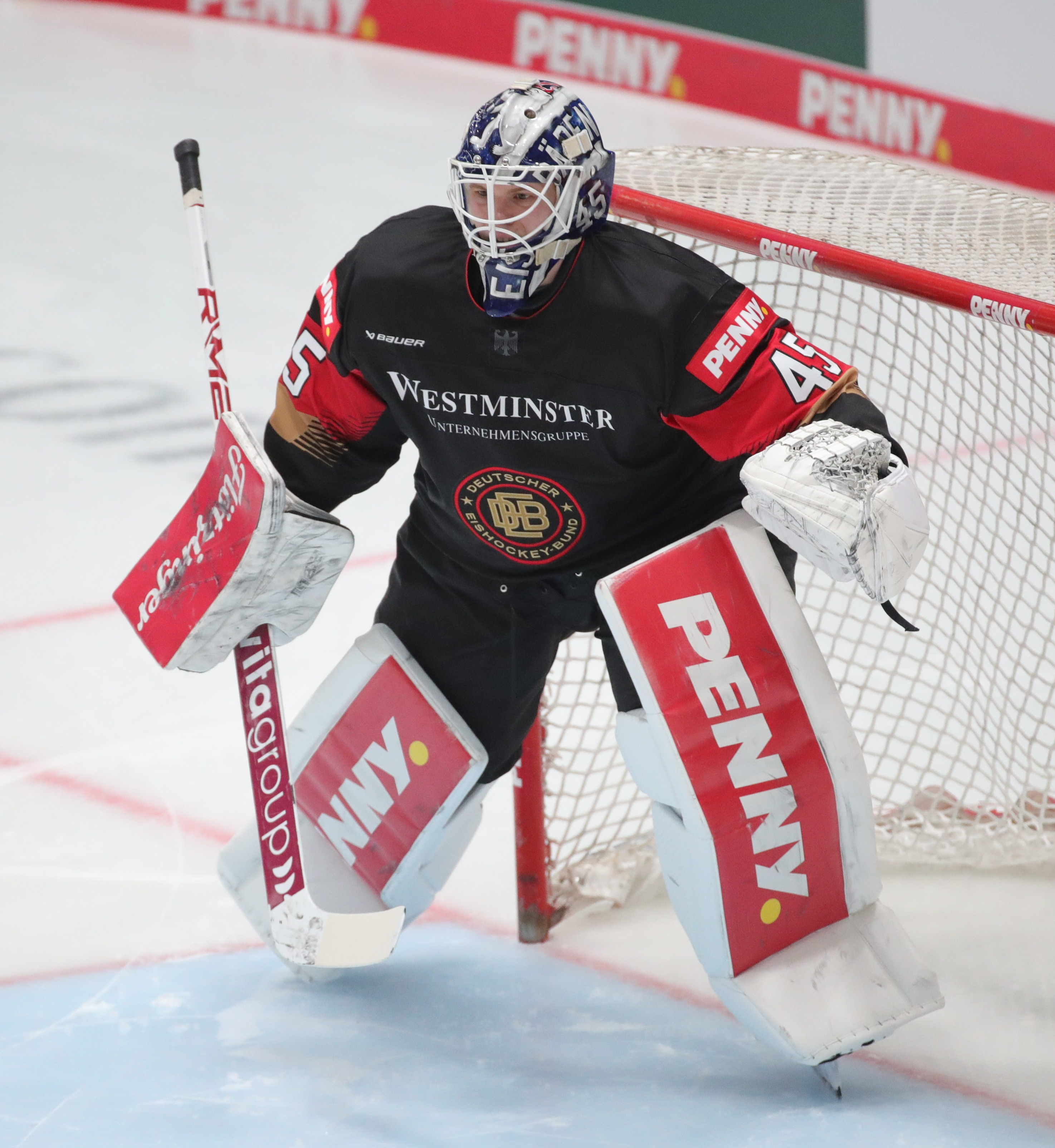
Ančička als Spieler der deutschen Nationalmannschaft (2023)

Im Juniorenbereich kam Ančička für die Auswahlmannschaften des Deutschen Eishockey-Bundes (DEB) zu Einsätzen bei den U18-Junioren-Weltmeisterschaften der Division IA der Jahre 2018 und 2019. Nachdem er sich 2018 noch den Posten im Tor mit Florian Mnich geteilt hatte, führte er das Team im folgenden Jahr als Stammtorwart zum Wiederaufstieg in die Top-Division. Des Weiteren spielte der Torhüter bei der U20-Junioren-Weltmeisterschaft 2020, wo er hinter Stammkraft Hendrik Hane zu zwei Einsätzen kam.
Für die deutsche Nationalmannschaft debütierte Ančička im Rahmen der Vorbereitung auf die Weltmeisterschaft 2023, an der er jedoch nicht teilnahm. Zuvor hatte er bereits als Mitglied des Top Team Peking, einer Auswahl junger deutscher Talente, am Deutschland Cup 2020 teilgenommen. Mit der Weltmeisterschaft 2024 folgte schließlich die erste WM-Teilnahme des Torhüters, der hinter Philipp Grubauer und Mathias Niederberger ohne Einsatzminuten blieb.

## Erfolge und Auszeichnungen
- 2019 Aufstieg in die Top-Division bei der U18-Junioren-Weltmeisterschaft der Division IA
- 2021 Deutscher Meister mit den Eisbären Berlin
- 2022 Deutscher Meister mit den Eisbären Berlin
- 2025 Deutscher Vizemeister mit den Kölner Haien

## Karrierestatistik
Stand: Ende der Saison 2024/25

### International
Vertrat Deutschland bei:
- U18-Junioren-Weltmeisterschaft der Division IA 2018
- U18-Junioren-Weltmeisterschaft der Division IA 2019
- U20-Junioren-Weltmeisterschaft 2020
- Weltmeisterschaft 2024

(Legende zur Torhüterstatistik: GP oder Sp = Spiele insgesamt; W oder S = Siege; L oder N = Niederlagen; T oder U oder OT = Unentschieden oder Overtime- bzw. Shootout-Niederlage; Min. = Minuten; SOG oder SaT = Schüsse aufs Tor; GA oder GT = Gegentore; SO = Shutouts; GAA oder GTS = Gegentorschnitt; Sv% oder SVS% = Fangquote; EN = Empty Net Goal; 1 Play-downs/Relegation; Kursiv: Statistik nicht vollständig)